# Peter Minuit
Peter Minuit (1589 – 5. august 1638) var en valloner fra Wesel i Hertugdømmet Kleve (i dag i Nordrhein-Westfalen, Tyskland). Han var kolonichef i den hollandske koloni Nieuw Nederland fra 1626 til 1633 samt grundlægger af den svenske koloni Ny Sverige i 1638.
Ifølge overleveringer købte han øen Manhattan af canarsee-indianerne den 24. maj 1626. Men canarsee-indianerne boede i virkeligheden hvor Brooklyn i dag ligger, mens Manhattan var hjemsted for weckquaesgeek-stammen, der ikke var tilfreds med handlen og senere kæmpede mod hollænderne i Kiefts krig. 

## Reference
1. ↑  Loewen, James W. (1995). Lies My Teacher Told Me: Everything Your American History Textbook Got Wrong. New York City: The New Press. ISBN 1-56584-100-x. {{cite book}}: Tjek |isbn=: invalid character (hjælp)